# Rabós
Rabós è un comune spagnolo di 217 abitanti situato nella comunità autonoma della Catalogna.